# Gianna Beretta Molla
Gianna Beretta Molla (Magenta, cerca de Milán, Italia, 4 de octubre de 1922-Monza, 28 de abril de 1962) fue una médica pediatra y laica católica italiana, que falleció prematuramente de un cáncer uterino, prefiriendo salvar la vida de su hija aún no nacida antes que la suya.

## Biografía
Gianna Beretta nació en Magenta, Italia, en el año 1922. Participó toda su vida en forma activa de la Acción Católica Italiana. Obtuvo el título de doctor en medicina y cirugía en 1949 en la Universidad de Pavía y en 1952 se especializó en pediatría en la Universidad de Milán. El 24 de septiembre de 1955 se casó con el ingeniero Pietro Molla. El joven matrimonio tenía ya tres pequeños hijos cuando Gianna queda embarazada del cuarto. Con dos meses de embarazo se le diagnostica un cáncer de útero. La operación era de una necesidad urgente. Gianna rechazó dos de las tres vías posibles (aborto e histerectomía con la extracción del útero y el tumor), y le pidió expresamente al médico que el tumor le fuera extraído sin dañar la vida de la criatura que tenía en su vientre. Dijo: «Si hay que decidir entre mi vida y la del niño, no duden; elegid la suya, Salvadlo, lo exijo». Fue una joven madre de la diócesis de Milán que, por dar la vida a su hija, sacrificaba, con meditada inmolación, la propia».
Después de seis meses de embarazo, el 21 de abril de 1962, un Sábado Santo, nació Gianna Emanuela. Su madre, luego de una semana de dolores atroces, murió el 28 de abril de 1962, a la edad de 39 años.
Juan Pablo II beatificó a Gianna Beretta en una ceremonia solemne en la plaza de San Pedro, en Roma, el 24 de abril de 1994, dentro del año internacional de la familia. Fue canonizada por el mismo pontífice (la última canonización realizada de su pontificado), el 16 de mayo de 2004, y hoy es la patrona de las mujeres embarazadas y las enfermas de cáncer uterino y mamario.